# ポルトガル語の時間
ポルトガル語の時間（-ごのじかん）は、NHK名古屋放送局が東海4県在住の日系ブラジル人向けに放送していたポルトガル語のラジオ番組。

## 概要
名古屋局は、トヨタ自動車など主に愛知県や静岡県遠州にある工場へ出稼ぎに来ている日系ブラジル人が多いことに注目し、本部国際放送局のラジオ担当部門（NHKワールド・ラジオ日本）に依頼して、2008年4月から同ラジオ放送で実施されているポルトガル語の放送（30分番組）の中から、日本の文化・経済・生活などの実情を取り上げた後半の番組を編集して録音放送していた。
番組の制作自体は本部国際放送局で行い、これを専用回線で名古屋局に送り放送していた。コンテンツを供給しているものであり、通常のラジオ日本の番組とは異なる形となっていた。
ラジオ第1とFMは24時間放送を実施して差し替える余裕もないことから、定時枠で外国語ニュースを放送しているラジオ第2で休止時間に挿入する形での放送となっていた。このため、通常は君が代の演奏とチェレスタによるインターバル・シグナルがある深夜放送終了後については、東海4県ではそれらが省略され、名古屋局と静岡局からのアナウンスコメントを流した後停波となっていた。
なお、岐阜県・三重県についてはラジオ第1・ラジオ第2とも名古屋局のエリアとなっているため、両県内の中継局からもこの番組が放送されていた。
2012年4月1日をもって放送を終了した。

## 放送日時
いずれもラジオ第2。放送エリアは岐阜県・静岡県・愛知県並びに三重県。以下は暦日基準の時刻編成であり、本放送は前日（下記で木曜となっている場合は水曜の）深夜放送。
本放送
火曜・水曜・土曜　0:40 - 0:55
木曜・金曜　0:20 - 0:35
日曜・月曜　0:40 - 1:00
再放送
日曜・月曜　5:40 - 6:00
それ以外　5:45 - 6:00

## 備考
- 北陸地方の石川県や富山県向けに発行している北陸中日新聞などにもこの番組が放送されているかのような表記がなされていたが、北陸地方向けには当初から放送されていなかった。